# 서봉로
서봉로는 경기도 화성시 향남읍 금곡지하차도사거리에서 정남면을 잇는 36km의 도로이다.

## 주요 경유지
경기도
- 화성시 (향남읍 . 정남면)

## 노선
| 이름               | 접속 노선                         | 소재지 | 소재지 | 비고                 |
| ------------------ | --------------------------------- | ------ | ------ | -------------------- |
| 금곡지하차도사거리 | 국도 제39호선 (서해로) 상신하길로 | 화성시 | 향남읍 | 지방도 제309호선구간 |
| 향남2교차로        | 국도 제43호선 (발안양감로)        | 화성시 | 향남읍 | 지방도 제309호선구간 |
| 백토1교            |                                   | 화성시 | 향남읍 | 지방도 제309호선구간 |
| 백토사거리         | 토성로                            | 화성시 | 향남읍 | 지방도 제309호선구간 |
| 동오사거리         | 국가지원지방도 제82호선 (발안로)  | 화성시 | 향남읍 | 지방도 제309호선구간 |
| 가막교차로         |                                   | 화성시 | 정남면 | 지방도 제309호선구간 |
| 문학2교차로        | 문학로                            | 화성시 | 정남면 | 지방도 제309호선구간 |
| 문학3교차로        | 지방도 제309호선 (문학관함로)     | 화성시 | 정남면 | 지방도 제315호선구간 |
| 신리사거리         | 지방도 제315호선 (만년로)         | 화성시 | 정남면 | 지방도 제315호선구간 |
| 정남2교            |                                   | 화성시 | 정남면 | 지방도 제315호선구간 |
| (이름없음)         | 만년로                            | 화성시 | 정남면 | 지방도 제315호선구간 |
| 만년로와 직결      |                                   |        |        |                      |

## 주요 시설및 건물
- CU 화성관리점 (서봉로 556/관리 217-17)
- SK에너지 유림주유소 (서봉로 586/관리 53)